# Aleksandr Troshchilo
Aleksandr Troshchilo (Unión Soviética, 16 de enero de 1960) fue un atleta soviético, especializado en la prueba de 4x400 m en la que llegó a ser campeón del mundo en 1983.

## Carrera deportiva
En el Mundial de Helsinki 1983 ganó la medalla de oro en los relevos 4x400 metros, con un tiempo de 3:00.79 segundos, por delante de Alemania Occidental y Reino Unido, siendo sus compañeros de equipo: Serguéi Lovachov, Nikolay Chernetskiy y Viktor Markin.